# آریا پراپرتی
آریا پراپرتی (انگلیسی: Areeya Property) شرکت املاک تایلندی است، که در سال ۲۰۰۰ تأسیس شد.